# Adlène Guedioura
Adlène Guedioura (en arabe : عدلان قديورة), né le 12 novembre 1985 à La Roche-sur-Yon (Vendée), est un footballeur international algérien évoluant au poste de milieu défensif àu CR Belouizdad.

## Biographie

### Famille
Adlène Guedioura est le fils de Nacer Guedioura, ancien joueur de football de l'USM Alger, qui a évolué notamment à La Roche-sur-Yon en France et Penafiel au Portugal. Sa mère est une ancienne international algérienne de basket-ball. Adlène Guedioura a grandi en Île-de-France et débuta le football au Cosmo Taverny. Son frère cadet Nabil Guedioura est également un footballeur professionnel, qui a joué pour l'équipe de développement de Crystal Palace et au niveau amateur en France.

### Carrière en club
Formé au CS Sedan-Ardennes, milieu de terrain défensif, il s'engage pour 3 ans avec le club de Wolverhampton Wanderers en 2010. Guedioura marque son premier but en Premier league face à Sunderland lors de la dernière journée du championnat d'Angleterre (victoire des Wolves 2-1). À l'occasion d'un match contre Aston Villa, il se blesse très gravement sur un tacle assassin de Steve Sidwell, qui l'éloignera des terrains pendant plus de 6 mois.

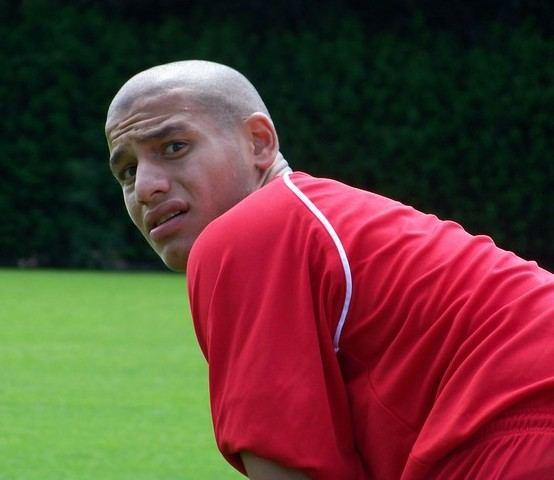
Adlène Guedioura en 2008.

Il effectue son retour en avril 2011 contre Everton, où il réalise un bon match. Quelques matchs plus tard, il marque un but lors du derby contre West Bromwich et délivre une passe décisive. À la fin de la saison, son club de Wolverhampton parvient à se maintenir en Premier League pour la saison 2011/2012.
Mais pendant l'intersaison, il se blesse à la cheville, ce qui le rend indisponible pendant six semaines. Il revient le 17 septembre 2011 contre QPR, en entrant en début de seconde période alors que son équipe perdait 2-0. Elle finira par s'incliner trois buts à zéro.
Le 20 septembre à l'occasion d'un match du troisième tour de Carling Cup contre Milwall, il effectue une passe décisive et marque un but à la 88e minute de plus de 27 mètres qui ira se loger dans la lucarne. Son équipe gagne facilement cinq à zéro.
Le 30 janvier 2012, il est prêté au club anglais de Nottingham Forest. Il est définitivement transféré à Nottingham Forest, c’est ce qu’indique le site officiel du club le 23 juillet 2012. Le 3 septembre 2013, il signe à Crystal Palace pour trois ans.
Le 26 novembre 2014, il est prêté au Watford FC. Le 6 janvier 2015, le milieu de terrain algérien retourne à son club Crystal Palace, après l'expiration de son contrat de prêt d'un mois à Watford FC. Il effectue notamment une très belle entrée lors du match contre Tottenham[réf. nécessaire].
Le 24 février 2015, il est de nouveau prêté au Watford FC pour une durée de trois mois. Par la suite, le 31 janvier 2017, il s'engage en faveur du Middlesbrough FC.
En février 2022, la direction du MC Oran tente de le recruter mais ne parvient pas à conclure le transfert qui se solde par un échec en raison des dettes qui frappent le club,.
Le 25 février 2022, il s'engage avec Burton Albion League One (D3) jusqu'à la fin de la saison.

### Sélection nationale
Il honore sa première sélection sous le maillot algérien le 28 mai 2010 face à l'Irlande (Match amical) en tant que titulaire sur le flanc droit, qui n'est pas son poste habituel.
Adlène Guedioura fait partie des 23 joueurs algériens sélectionnés pour la Coupe du monde 2010 en Afrique du Sud et jouera les trois matchs de cette compétition.
Guedioura marque son premier but avec l'équipe d'Algérie lors des éliminatoires de la CAN 2012 contre la Tanzanie, d'une frappe brossée de l'extérieur du pied des 35 mètres qui ira se loger en pleine lucarne. Le 14 octobre 2012, il porte le brassard de capitaine pour un match contre la Libye, qui enverra l’Algérie à la Coupe d'Afrique des nations 2013 (qualification qui se solde par un score de 2-0).
Le 2 juin 2014, il n'est pas retenu par le sélectionneur de l'Algérie Vahid Halilhodžić dans la liste des 23 pour la Coupe du monde 2014.
Le 19 juillet 2019, il remporte la Coupe d'Afrique des nations avec l'équipe nationale d'Algérie.

## Statistiques

### En club
| Saison                | Club                        | Championnat           | Championnat | Championnat | Championnat | Coupe(s) nationale(s) | Coupe(s) nationale(s) | Coupe(s) nationale(s) | Compétition(s) continentale(s) | Compétition(s) continentale(s) | Compétition(s) continentale(s) | Compétition(s) continentale(s) | Total | Total | Total |
| Saison                | Club                        | Division              | M.          | B.          | P.d.        | M.                    | B.                    | P.d.                  | Comp.                          | M.                             | B.                             | P.d.                           | M.    | B.    | P.d.  |
| 2008-2009             | KV Courtrai                 | Jupiler Pro League    | 10          | 0           | 1           | 1                     | 0                     | 0                     | -                              | -                              | -                              | -                              | 11    | 0     | 1     |
| 2008-2009             | Sporting de Charleroi       | Jupiler Pro League    | 12          | 0           | 0           | -                     | -                     | -                     | -                              | -                              | -                              | -                              | 12    | 0     | 0     |
| 2009-2010             | Sporting de Charleroi       | Jupiler Pro League    | 13          | 0           | 0           | 2                     | 1                     | 0                     | -                              | -                              | -                              | -                              | 15    | 1     | 0     |
| Sous-total            | Sous-total                  | Sous-total            | 25          | 0           | 0           | 2                     | 1                     | 0                     | -                              | -                              | -                              | -                              | 27    | 1     | 0     |
| 2009-2010             | Wolverhampton Wanderers FC  | Premier League        | 14          | 1           | 0           | -                     | -                     | -                     | -                              | -                              | -                              | -                              | 14    | 1     | 0     |
| 2010-2011             | Wolverhampton Wanderers FC  | Premier League        | 10          | 1           | 1           | 2                     | 0                     | 1                     | -                              | -                              | -                              | -                              | 12    | 1     | 2     |
| 2011-2012             | Wolverhampton Wanderers FC  | Premier League        | 10          | 0           | 0           | 3                     | 1                     | 1                     | -                              | -                              | -                              | -                              | 13    | 1     | 1     |
| Sous-total            | Sous-total                  | Sous-total            | 34          | 2           | 1           | 5                     | 1                     | 2                     | -                              | -                              | -                              | -                              | 39    | 3     | 3     |
| 2011-2012             | Nottingham Forest FC (prêt) | Championship          | 19          | 1           | 1           | -                     | -                     | -                     | -                              | -                              | -                              | -                              | 19    | 1     | 1     |
| 2012-2013             | Nottingham Forest FC        | Championship          | 35          | 3           | 2           | 1                     | 0                     | 0                     | -                              | -                              | -                              | -                              | 36    | 3     | 2     |
| 2013-2014             | Nottingham Forest FC        | Championship          | 5           | 0           | 0           | 1                     | 0                     | 0                     | -                              | -                              | -                              | -                              | 6     | 0     | 0     |
| Sous-total            | Sous-total                  | Sous-total            | 59          | 4           | 3           | 2                     | 0                     | 0                     | -                              | -                              | -                              | -                              | 61    | 4     | 3     |
| 2013-2014             | Crystal Palace FC           | Premier League        | 8           | 0           | 0           | 2                     | 0                     | 0                     | -                              | -                              | -                              | -                              | 10    | 0     | 0     |
| 2014-2015             | Crystal Palace FC           | Premier League        | 7           | 0           | 0           | 2                     | 0                     | 1                     | -                              | -                              | -                              | -                              | 9     | 0     | 1     |
| Sous-total            | Sous-total                  | Sous-total            | 15          | 0           | 0           | 4                     | 0                     | 1                     | -                              | -                              | -                              | -                              | 19    | 0     | 1     |
| 2014-2015             | Watford FC (prêt)           | Championship          | 17          | 3           | 4           | 1                     | 0                     | 0                     | -                              | -                              | -                              | -                              | 18    | 3     | 4     |
| 2015-2016             | Watford FC                  | Premier League        | 18          | 0           | 2           | 5                     | 1                     | 0                     | -                              | -                              | -                              | -                              | 23    | 1     | 2     |
| 2016-2017             | Watford FC                  | Premier League        | 12          | 0           | 1           | 1                     | 0                     | 0                     | -                              | -                              | -                              | -                              | 13    | 0     | 1     |
| Sous-total            | Sous-total                  | Sous-total            | 47          | 3           | 7           | 7                     | 1                     | 0                     | -                              | -                              | -                              | -                              | 54    | 4     | 7     |
| 2016-2017             | Middlesbrough FC            | Premier League        | 5           | 0           | 0           | -                     | -                     | -                     | -                              | -                              | -                              | -                              | 5     | 0     | 0     |
| 2017-2018             | Middlesbrough FC            | Championship          | 1           | 0           | 0           | -                     | -                     | -                     | -                              | -                              | -                              | -                              | 1     | 0     | 0     |
| Sous-total            | Sous-total                  | Sous-total            | 6           | 0           | 0           | -                     | -                     | -                     | -                              | -                              | -                              | -                              | 6     | 0     | 0     |
| 2017-2018             | Nottingham Forest FC        | Championship          | 11          | 0           | 0           | -                     | -                     | -                     | -                              | -                              | -                              | -                              | 11    | 0     | 0     |
| 2018-2019             | Nottingham Forest FC        | Championship          | 27          | 2           | 2           | 1                     | 0                     | 0                     | -                              | -                              | -                              | -                              | 28    | 2     | 2     |
| Sous-total            | Sous-total                  | Sous-total            | 38          | 2           | 2           | 1                     | 0                     | 0                     | -                              | -                              | -                              | -                              | 39    | 2     | 2     |
| 2019-2020             | Al-Gharafa SC               | Qatar Stars League    | 15          | 1           | 5           | 1                     | 0                     | 0                     | -                              | -                              | -                              | -                              | 16    | 1     | 5     |
| 2020-2021             | Al-Gharafa SC               | Qatar Stars League    | 20          | 1           | 1           | 8                     | 2                     | 0                     | ACL                            | 1                              | 0                              | 0                              | 29    | 3     | 1     |
| Sous-total            | Sous-total                  | Sous-total            | 35          | 2           | 6           | 9                     | 2                     | 0                     | -                              | 1                              | 0                              | 0                              | 45    | 4     | 6     |
| 2021-2022             | Sheffield United FC         | Championship          | 1           | 0           | 0           | 1                     | 0                     | 0                     | -                              | -                              | -                              | -                              | 2     | 0     | 0     |
| 2021-2022             | Burton Albion               | League One            | 4           | 2           | 0           | -                     | -                     | -                     | -                              | -                              | -                              | -                              | 4     | 2     | 0     |
| 2022-2023             | Al-Duhail SC                | Qatar Stars League    | 4           | 0           | 0           | -                     | -                     | -                     | -                              | -                              | -                              | -                              | 4     | 0     | 0     |
| 2022-2023             | Al-Wakrah SC                | Qatar Stars League    | 3           | 0           | 0           | -                     | -                     | -                     | -                              | -                              | -                              | -                              | 3     | 0     | 0     |
| 2023-2024             | CR Belouizdad               | Ligue 1               | 5           | 0           | 0           | -                     | -                     | -                     | CAF                            | 2                              | 0                              | 0                              | 7     | 0     | 0     |
| Total sur la carrière | Total sur la carrière       | Total sur la carrière | 286         | 15          | 21          | 32                    | 5                     | 3                     | -                              | 3                              | 0                              | 0                              | 321   | 20    | 24    |

### En sélection nationale
| Saison                | Sélection             | Phases finales               | Phases finales | Phases finales | Phases finales | Éliminatoires CDM | Éliminatoires CDM | Éliminatoires CDM | Éliminatoires CAN | Éliminatoires CAN | Éliminatoires CAN | Matchs amicaux | Matchs amicaux | Matchs amicaux | Total | Total | Total |
| Saison                | Sélection             | Compétition                  | M              | B              | Pd             | M                 | B                 | Pd                | M                 | B                 | Pd                | M              | B              | Pd             | M     | B     | Pd    |
| --------------------- | --------------------- | ---------------------------- | -------------- | -------------- | -------------- | ----------------- | ----------------- | ----------------- | ----------------- | ----------------- | ----------------- | -------------- | -------------- | -------------- | ----- | ----- | ----- |
| 2009-2010             | Algérie               | CAN 2010+Coupe du monde 2010 | 0+3            | 0              | 0              | -                 | -                 | -                 | -                 | -                 | -                 | 2              | 0              | 0              | 5     | 0     | 0     |
| 2010-2011             | Algérie               | -                            | -              | -              | -              | -                 | -                 | -                 | 1                 | 1                 | 0                 | 1              | 0              | 1              | 2     | 1     | 1     |
| 2011-2012             | Algérie               | -                            | -              | -              | -              | 2                 | 0                 | 1                 | 3                 | 0                 | 0                 | 2              | 0              | 0              | 7     | 0     | 1     |
| 2012-2013             | Algérie               | CAN 2013                     | 3              | 0              | 0              | 3                 | 0                 | 0                 | 2                 | 0                 | 0                 | 3              | 0              | 0              | 11    | 0     | 0     |
| 2013-2014             | Algérie               | Coupe du monde 2014          | -              | -              | -              | 1                 | 0                 | 0                 | -                 | -                 | -                 | 2              | 1              | 1              | 3     | 1     | 1     |
| 2014-2015             | Algérie               | CAN 2015                     | -              | -              | -              | -                 | -                 | -                 | 2                 | 0                 | 0                 | -              | -              | -              | 2     | 0     | 0     |
| 2015-2016             | Algérie               | -                            | -              | -              | -              | 2                 | 0                 | 0                 | 1                 | 0                 | 0                 | -              | -              | -              | 3     | 0     | 0     |
| 2016-2017             | Algérie               | CAN 2017                     | 3              | 0              | 1              | 1                 | 0                 | 0                 | 1                 | 0                 | 0                 | 2              | 0              | 0              | 7     | 0     | 1     |
| 2017-2018             | Algérie               | -                            | -              | -              | -              | 0                 | 0                 | 0                 | -                 | -                 | -                 | -              | -              | -              | 0     | 0     | 0     |
| 2018-2019             | Algérie               | CAN 2019                     | 7              | 0              | 0              | -                 | -                 | -                 | 1                 | 0                 | 0                 | 2              | 0              | 0              | 10    | 0     | 0     |
| 2019-2020             | Algérie               | -                            | -              | -              | -              | -                 | -                 | -                 | 2                 | 0                 | 0                 | 3              | 0              | 0              | 5     | 0     | 0     |
| 2020-2021             | Algérie               | -                            | -              | -              | -              | -                 | -                 | -                 | 3                 | 0                 | 0                 | 3              | 0              | 0              | 6     | 0     | 0     |
| 2021-2022             | Algérie               | -                            | -              | -              | -              | 1                 | 0                 | 0                 | -                 | -                 | -                 | -              | -              | -              | 1     | 0     | 0     |
| Total sur la carrière | Total sur la carrière | Total sur la carrière        | 16             | 0              | 1              | 10                | 0                 | 1                 | 16                | 1                 | 0                 | 20             | 1              | 2              | 62    | 2     | 4     |

### Matchs internationaux
La liste ci-dessous dénombre toutes les rencontres de l'Équipe d'Algérie de football auxquelles Adlène Guedioura prend part, du 28 mai 2010 jusqu'à présent.

## Palmarès

### En club
- Watford
  - Championship (D2)
    - Vice-champion : 2015

### En sélection
- Algérie
  - Coupe d’Afrique des nations
    - Champion : 2019

### Distinctions personnelles
- Membre de l'équipe type de la CAN 2019

## Décorations
- Achir de l'ordre du Mérite national d'Algérie.